# Henry Cravatte

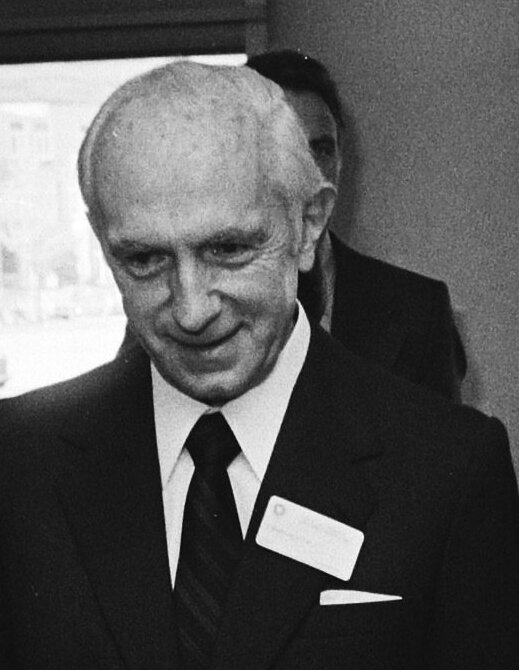
Henry Cravatte in 1979

Henry Cravatte (Diekirch, 11 mei 1911 - 4 november 1990), was een Luxemburgs politicus.

## Opleiding en vroege carrière
Henry Cravatte studeerde rechten en was sinds 1936 als advocaat werkzaam in Diekirch. In 1951 werd hij namens de Lëtzebuerger Sozialistesch Aarbechterpartei (Luxemburgse Socialistische Arbeiderspartij) in de gemeenteraad van Diekirch gekozen. Tegelijkertijd werd hij burgemeester van Diekirch (tot 1964). Van 1953 tot 1957 was hij lid van het Centraal Comité van de LSAP. Van 1959 tot 1970 was hij voorzitter van de LSAP.

## Vicepremierschap
Henry Cravatte was van 1958 tot 1959 staatssecretaris van Economische Zaken in het kabinet-Frieden. In 1959 werd hij in de Kamer van Afgevaardigden (Luxemburgs parlement). Na de Luxemburgse parlementsverkiezingen van 7 juni 1964 - waarbij de LSAP een zege boekte - werd een kabinet van de Chrëschtlech Sozial Vollekspartei (CSV) en de LSAP gevormd. Pierre Werner (CSV) werd President van de Regering (dit wil zeggen premier) en Cravatte als vicepremier (Regering-Werner-Cravatte). Daarnaast werd Cravatte ook minister van Binnenlandse Zaken, Toerisme en Sport.
Na de verkiezingsnederlaag van 1968 wist de LSAP zich met Cravatte nog als regeringspartij te handhaven, maar in 1969 traden de LSAP-ministers terug en vormde premier Werner een coalitie met de liberale Demokratesch Partei (Democratische Partij) van Eugène Schaus (kabinet-Werner-Schaus).

## Voorzitter van deSozialdemokratesch Partei vu Lëtzebuerg
Henry Cravatte trad op 3 mei 1970 als voorzitter van de LSAP af. Cravatte scheidde zich van de LSAP af en vormde de Sozialdemokratesch Partei vu Lëtzebuerg (Sociaaldemocratische Partij van Luxemburg). De kleine, sociaaldemocratische partij, wist zich gedurende tien jaar in de Kamer van Afgevaardigden (Luxemburgs parlement) te handhaven.
Henry Cravatte was van 14 mei 1971 tot 1980 voorzitter van de SDP.

## Europeespoliticus
Henry Cravatte was van 26 april 1976 tot 19 juni 1978 lid van de Raad van Europa.
In 1981 werd Cravatte opnieuw tot lid van de gemeenteraad van Diekirch gekozen. Hij stond op de lijst van de LSAP, ondanks het feit dat hij al sinds 1970 geen lid meer was van de LSAP. Hij bleef tot zijn dood op 4 november 1990 lid van de gemeenteraad.
Van 1970 tot 1990 was hij voorzitter van Suvicol (Syndicat des Villes et Communes Luxembourgeoises) en van 1959 tot 1979 was hij voorzitter van de Conseil des Communes d'Europe.
Eind 1990 overleed Henry Cravatte op 79-jarige leeftijd.